# Chi Virginis b
Chi Virginis b (também conhecido como HD 110014 b) é um planeta extrassolar que orbita Chi Virginis, uma estrela gigante do tipo K, localizada a aproximadamente 294 anos-luz (90 pc) de distância a partir da Terra, na constelação de Virgo. Este planeta tem uma massa de pelo menos 11 vezes a de Júpiter e leva 835 dias para orbitar a sua estrela hospedeira duas vezes a distância entre a Terra e o Sol. Este planeta foi descoberto em julho de 2009 através do método de velocidade radial.